# Breda M42
La Breda M42 era una granada antitancs emprada pel Regio Esercito durant la Segona Guerra Mundial.

## Història
El Regio Esercito va entrar a la Segona Guerra Mundial sense estar equipat amb una granada antitancs de producció local. No El 1941 es van començar a fabricar dos models: la granada OTO M42 i la Breda M42. Això es va aconseguir modificant la Breda M40. Al juny de 1942, la Breda Brescia va produir 10.000 unitats per ser avaluades per l'Alt Comandament, però a causa de les nombroses fallades, no va passar la prova duta a terme l'abril de 1943.
Amb la creació de les unitats antitancs especialitzades, que va tenir lloc el 1942, es van adoptar dos tipus de granades antitancs, una d'explosiva i una altra d'incendiària. La primera, la Breda M42, utilitzava l'espoleta de la Breda M35 estàndard. La segona, la OTO M42, era una versió millorada del còctel mólotov, carregada amb 600 g de mescla incendiària per a llançaflames i detonada mitjançant una granada OTO M35 lleugerament modificada. Els mecanismes de seguretat d'ambdues granades no es distingien dels emprats en les granades estàndard.

## Descripció
La granada va adoptar la palanca de seguretat i el mànec de la Breda M40. A això se li va afegir una carcassa esfèrica que contenia 574 grams de TNT. Segons el fabricant, la càrrega de TNT era capaç de penetrar blindatges de 20 mm d'espessor i produir escletxes internes en planxes de blindatge de 30 mm d'espessor. Havia de llançar-se a no menys de 14-15 metres per permetre l'alliberament de la palanca de seguretat, que tenia lloc a una distància de 10-12 metres. El model final va adoptar una palanca de seguretat que cobria el cap en lloc de la palanca situada lateralment, reduint així el temps d'alliberament del pestell automàtic de seguretat.

## Operació en combat
El soldat treia el passador de seguretat i llançava la granada. Immediatament després, la palanca de seguretat s'alliberava de la granada per gravetat o mitjançant un ressort; la barra transversal de seguretat automàtica s'alliberava del seu allotjament. Això tenia lloc entre 3 a 5 m de la trajectòria de la granada, després dels quals el percussor i la càpsula fulminant de l'espoleta es mantenien separats solament pel ressort del primer, que el llançava contra el fulminant en impactar contra qualsevol objecte sòlid i feia detonar la càrrega explosiva continguda en la carcassa esfèrica.